# 나이브 부켈레
나이브 아르만도 부켈레 오르테스(스페인어: Nayib Armando Bukele Ortez, 문화어: 나이브 부껠레, 1981년 7월 24일~)는 엘살바도르의 기업인, 정치인으로, 엘살바도르 제46대 대통령(2019~)이다.
산살바도르에서 팔레스타인인 혈통을 가진 이맘과 사업인 가문의 아들로 태어난 그는 18세 시절에 회사에 취직했을 정도로 뛰어난 기술과 기업가 정신으로 유명했다고 한다. 야마하 발동기 엘살바도르 법인의 소유자로 활동했고, 오베르메트의 이사 겸 사장으로도 활동했다.
2012년 3월 11일에 실시된 지방선거에서 라리베르타드주 누에보쿠스카틀란 시장으로 당선되었으며, 2015년 3월 1일에 실시된 지방선거에서 산살바도르 시장으로 당선되어 2015년 5월 1일에 취임했다. 두 직책 다 좌익 성향의 정당인 파라분도 마르티 민족해방전선 후보로 도전했다. 하지만 2017년 10월 10일에 파라분도 마르티 민족해방전선에서 출당 조치를 받게 되면서 차기 대통령 선거에서 무소속으로 출마하기로 결심한다.
2019년 대선에서 중도우파 성향의 국민대통합동맹(GANA) 후보로 출마해 당선되었으며, 1984년부터 1989년까지 대통령직을 역임한 호세 나폴레온 두아르테 이후 주요 양당(파라분도 마르티 민족해방전선 및 국민공화동맹) 출신이 아닌 첫 대통령이다. 2019년 6월 1일에 살바도르 산체스 세렌이 5년간의 대통령직에서 퇴임을 한 후 대통령으로 정식 취임했다.